# 출림 (노보시비르스크주)

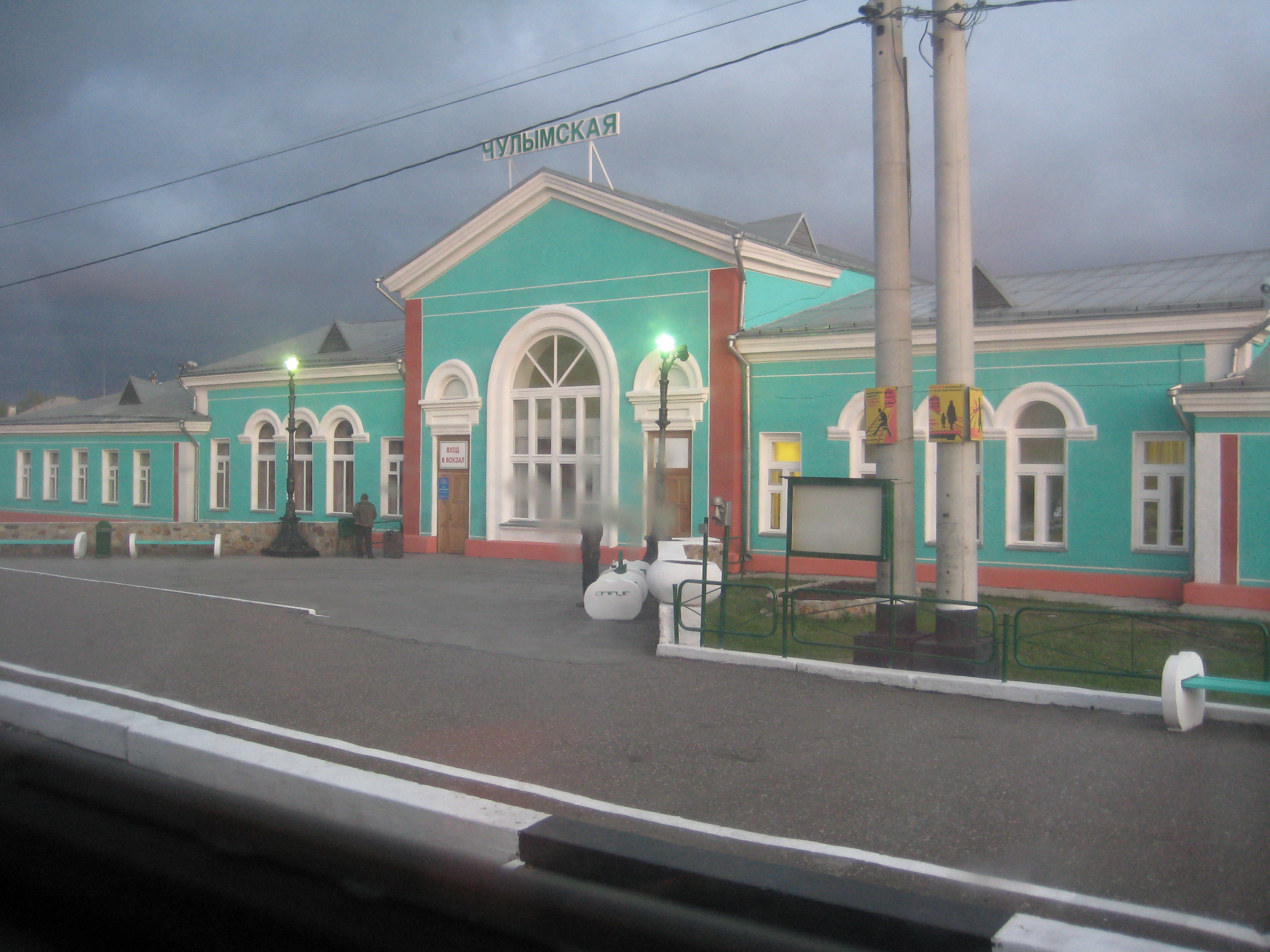

출림(러시아어: Чулым)은 러시아 노보시비르스크주에 위치한 도시로 인구는 11,568명(2010년 기준)이다. 노보시비르스크(노보시비르스크 주의 주도)에서 131km 정도 떨어진 곳에 위치하며 출림 강과 접한다.
1762년 시베리아 루트가 건설되던 당시에 출림스코예(Чулымское)라는 이름의 마을이 신설되었다. 1898년 이 곳을 경유하는 시베리아 횡단 철도가 건설되었고 1947년 도시 지위를 부여받았다.